# Оленин, Константин Иванович
Константин Иванович Оленин (1881 год, Российская империя — дата и место смерти неизвестны) — русский поэт и публицист.

## Биография
Родился 9 (21) июля 1881 года в семье дворян Тамбовской губернии. В 1902 году окончил Императорское училище правоведения в Санкт-Петербурге, после чего был определён в службу с причислением к министерству юстиции с утверждением в чине титулярного советника.
Начал службу в канцелярии Московской судебной палаты младшим кандидатом на судебные должности. В январе 1903 года года был назначен сверхштатным чиновником особых поручений при Таврическом губернаторе (согласно прошению и с согласия старшего председателя Московской судебной палаты). Спустя год, 29 февраля 1904 года, был назначен старшим сверхштатным чиновником особых поручений при Пермском губернаторе, а в конце августа получил назначение на должность кандидата к земским начальникам при Екатеринбургском уездном съезде. С сентября по ноябрь 1904 года он заведующий 2-м земским участком Чердынского уезда Пермской губернии. Затем неясный перерыв в полгода, после чего, 23 мая 1905 года, он был перемещён кандидатом к земским начальникам при Ирбитском уездном съезде.
В октябре 1906 года Оленин переводится к Казанскую губернию — всё ещё младшим кандидатом, исполняющим обязанности помощника секретаря 2-го Уголовного Департамента Казанской судебной палаты. В декабре 1906 года он получил звание старшего кандидата на судебные должности, а в марте 1907 был произведён за выслугу лет в чин коллежского асессора.
Вернувшись в Пермскую губернию в марте 1907 года, Оленин был назначен мировым судьей 9-го участка Читинского окружного суда, а 26 ноября, согласно прошению, был уволен от должности. Спустя год, 15 октября 1908 года, вернулся на службу и был назначен кандидатом на должность земского начальника при Пермском губернском присутствии. Затем он — земский начальник 1 участка Пермского уезда, командирован в помощь земскому начальнику 4-го участка Красноуфимского уезда, земский начальник 9-го участка Екатеринбургского уезда. 18 марта 1909, согласно прошению, был определён старшим кандидатом на судебные должности при Пермском окружном суде. В июне—июле 1909 года он заведовал 1-м следственным участком Чердынского уезда. С 23 ноября 1909 года — исполняющий обязанности судебного следователя 1 участка Камышловского уезда округа Екатеринбургского окружного суда.
Октябрьский переворот 1917 года застал Константина Оленина в Смоленске, где он служил в должности товарища прокурора Смоленского окружного суда. В сентябре 1918 года он эвакуировался на Украину. Во время Гражданской войны воевал в составе Добровольческой армии Антона Деникина.
В ноябре 1920 года был эвакуирован из Крыма. Первое время жил в эмиграции в Королевстве Югославия. Переехал во Францию и затем — в Польшу. Первое время проживал в Варшаве, потом переехал в Вильно, где преподавал логику в одной из городских гимназий. По воспоминаниям С. Поволоцкого, Оленин вместе с двумя бывшими офицерами стал совладельцем комиссионного магазина «Все покупаю — все продаю» на Лукишской площади, и именно с этой троицей охотно проводил время А. Н. Вертинский в свои приезды в Вильно.
В 1927 году принял польское гражданство и поступил на государственную службу — вначале канцелярским чиновником, затем был командирован на судебную должность. В 1930-х годах служил в Полесском суде города Сарны — вначале судебным следователем, а впоследствии городским судьёй. В 1935 году вышел в отставку по болезни и жил в Сарнах вместе с женой Анной (урожденная Май) на небольшую пенсию.
Член Общества бывших воспитанников Императорского училища правоведения, член Комитета кассы правоведов.
Последний известный автограф К. И. Оленина датирован 25 мая 1939 года. Дальнейшая судьба поэта не известна. Биограф поэта, П. Е. Лавринец, пишет об этом так :

С наступлением Красной Армии в сентябре 1939 года Оленин, не без оснований опасаясь репрессий, грозящих ему и как бывшему белогвардейцу, и как чиновнику «буржуазного» польского государства, и как автору антисоветских монархических стихов, — бесследно исчез.

## Литературная деятельность
По собственным словам К. И. Оленина, писать стихи он начал ещё во время учёбы в Училище правоведения. В 1903—1904 годах публиковался в провинциальных газетах, а в 1905 — в Москве, в «Голосе жизни» и «Вечерней почте». В 1906 году издал в Москве свой первый поэтический сборник. Некоторые стихи Оленина были положены на музыку и воспроизводились в нотных изданиях массовыми тиражами. Так, стихи «Спите, орлы боевые» (в память павших в Русско-японской войне), «Спи, моя девочка», «Звеня холодными цепями» были положены на музыку популярным музыкантом Ивановичем Ивановичем Корниловым (?—1938). Известность получили романсы на стихи Оленина «Я сплету для тебя диадему» (музыка Н. М. Бравина) и «Морская звезда» (музыка И. П. Шишова).
В 1910 году стихи Оленина появлялись в московской «Русской мысли», в 1917 году — в петроградском «Солнце России», и, наконец, в последнем (двойном) номере «Вестника Европы».
В эмиграции Оленин изредка печатался в варшавских и русских газетах «Свобода», «За Свободу!» и «Меч», в львовском журнале «На Рубеже» и в белградском «Новом времени».
Живя в Вильно, участвовал в деятельности поэтической группы «Барка поэтов», принимал деятельно участие в Литературно-артистической секции Виленского Русского Общества, стал лауреатом конкурса поэтов секции. Вместе с Д. Д. Боханом, А. А. Кондураловым и В. Н. Селивановым выступал в январе 1923 года на гоголевском литературном вечере в зале ВРО.
В 1925 и 1927 годах Оленин устраивал в разных городах Польши и Югославии ряд самостоятельных творческих вечеров, причем, по его словам, «побывал во всех русских учебных заведениях в Югославии».
В середине 1925 года Оленин опубликовал в Вильно поэтический сборник «Прелюдии. Стихи». Переехав в Сарны, вошёл в организованный А. А. Кондратьевым Ровенский поэтический кружок (РПК), заседания которого проходили в квартире поэтессы Лидии Сеницкой. Известно о дружбе Оленина с Иваном Кулишом, в книге которого «Золотые поля» есть стихотворное посвящение К. Оленину.
В 1937 году, когда отмечалось 100-летие со дня гибели А. С. Пушкина, К. И. Оленин был избран председателем Пушкинского комитета в Сарнах и на торжественном заседании 7 февраля в зале железнодорожного клуба «Огниско» прочёл доклад о жизни и творчестве Пушкина, закончив его своим стихотворением «На смерть Пушкина».
В 1939 году в Ровно опубликовал поэтический сборник «Несколько слов».
Переводил с польского языка произведения Юлиуша Словацкого, Адама Мицкевича и Болеслава Лесьмяна. В свой последний поэтический сборник Оленин включил также переводы О. Вакри, Р. Жирара и Ж. Роденбаха.

## Публикации
- Оленин К. Стихотворения. — М.: издание автора [Тип. И. Н. Холчев и К°], 1906. — 157 с. — 600 экз.[17]
- Оленин К. И. Прелюдии : Стихи. — Вильно, 1925. — 64 с.[18][17]
- Оленин К. И. Несколько слов : Стихотворения. — Сарны—Ровно: Издание автора. Типография Г. Хигера, 1939. — 30 с.[17]